# Damernas svikthopp i simhopp vid olympiska sommarspelen 1972

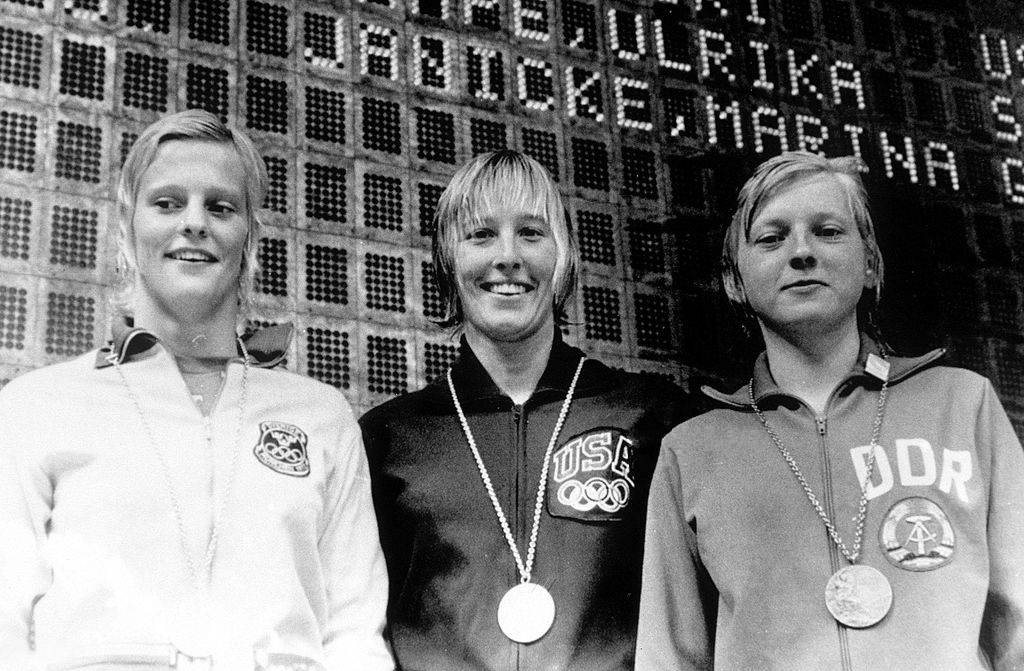
De tre vinnarna 1972

Damernas svikthopp i de olympiska simhoppstävlingarna vid de olympiska sommarspelen 1972 hölls den 27-28 augusti i Olympia Schwimmhalle.

## Medaljörer
| Event             | Guld           | Silver               | Brons                      |
| 3 meter svikthopp | Micki King USA | Ulrika Knape Sverige | Marina Janicke Östtyskland |

## Resultat
| Placering | Hoppare                            | Kval   | Kval      | Final            | Final            | Final            |
| Placering | Hoppare                            | Poäng  | Placering | Poäng            | Placering        | Totalt           |
| --------- | ---------------------------------- | ------ | --------- | ---------------- | ---------------- | ---------------- |
| 1         | Micki King (USA)                   | 289,14 | 3         | 160,89           | 1                | 450,03           |
| 2         | Ulrika Knape (SWE)                 | 292,59 | 1         | 141,60           | 6                | 434,19           |
| 3         | Marina Janicke (GDR)               | 273,48 | 8         | 157,44           | 2                | 430,92           |
| 4         | Janet Ely (USA)                    | 269,91 | 9         | 151,08           | 3                | 420,99           |
| 5         | Beverly Boys (CAN)                 | 274,35 | 7         | 144,54           | 5                | 418,89           |
| 6         | Agneta Henriksson (SWE)            | 290,79 | 2         | 126,69           | 9                | 417,48           |
| 7         | Cynthia Potter (USA)               | 264,90 | 10        | 148,68           | 4                | 413,58           |
| 8         | Elzbieta Wierniuk (POL)            | 277,32 | 6         | 131,04           | 8                | 408,36           |
| 9         | Heidi Becker (GDR)                 | 281,58 | 4         | 124,20           | 10               | 405,78           |
| 10        | Milena Duchková (TCH)              | 263,55 | 11        | 137,28           | 7                | 400,83           |
| 11        | Christa Köhler (GDR)               | 278,88 | 5         | 115,32           | 12               | 394,20           |
| 12        | Alison Drake (GBR)                 | 262,32 | 12        | 115,86           | 11               | 378,18           |
| 13        | Michaela Herweck (FRG)             | 261,78 | 13        | Gick inte vidare | Gick inte vidare | Gick inte vidare |
| 14        | Natalija Kuznetsova-Lobanova (URS) | 258,45 | 14        | Gick inte vidare | Gick inte vidare | Gick inte vidare |
| 15        | Bertha Baraldi (MEX)               | 252,66 | 15        | Gick inte vidare | Gick inte vidare | Gick inte vidare |
| 16        | Tatjana Sjtyreva (URS)             | 252,42 | 16        | Gick inte vidare | Gick inte vidare | Gick inte vidare |
| 17        | Tamara Fedosova-Pogosjeva (URS)    | 252,09 | 17        | Gick inte vidare | Gick inte vidare | Gick inte vidare |
| 18        | Regina Krajnow (POL)               | 248,91 | 18        | Gick inte vidare | Gick inte vidare | Gick inte vidare |
| 19        | Teri York (CAN)                    | 247,14 | 19        | Gick inte vidare | Gick inte vidare | Gick inte vidare |
| 20        | Elizabeth Carruthers (CAN)         | 243,84 | 20        | Gick inte vidare | Gick inte vidare | Gick inte vidare |
| 21        | Sorana Prelipceanu (ROU)           | 242,61 | 21        | Gick inte vidare | Gick inte vidare | Gick inte vidare |
| 22        | Helen Koppell (GBR)                | 242,22 | 22        | Gick inte vidare | Gick inte vidare | Gick inte vidare |
| 23        | Mariette Dommers (NED)             | 239,40 | 23        | Gick inte vidare | Gick inte vidare | Gick inte vidare |
| 24        | Laura Kivelä (FIN)                 | 236,25 | 24        | Gick inte vidare | Gick inte vidare | Gick inte vidare |
| 24        | Taeko Kubo (JPN)                   | 236,25 | 24        | Gick inte vidare | Gick inte vidare | Gick inte vidare |
| 26        | Glenise Jones (AUS)                | 232,44 | 26        | Gick inte vidare | Gick inte vidare | Gick inte vidare |
| 27        | Melania Decuseara (ROU)            | 232,02 | 27        | Gick inte vidare | Gick inte vidare | Gick inte vidare |
| 28        | Christiane Wiles (FRA)             | 229,56 | 28        | Gick inte vidare | Gick inte vidare | Gick inte vidare |
| 29        | Betsy Sullivan (JAM)               | 210,39 | 29        | Gick inte vidare | Gick inte vidare | Gick inte vidare |
| 30        | Mirnawati Hardjolukito (INA)       | 188,94 | 30        | Gick inte vidare | Gick inte vidare | Gick inte vidare |